# Korak (jezik)
Korak jezik (ISO 639-3: koz), transnovogvinejski jezik porodice madang, kojim govori oko 510 ljudi (2003 SIL) u provinciji Madang u Papui Novoj Gvineji.
Zajedno s jezikom waskia [wsk] čini podskupinu kowan, dio šire skupine južnih adelbert range jezika.

## Vanjske poveznice
- Ethnologue (14th)
- Ethnologue (15th)